# کیاب‌سر
کیاب سر، روستایی است از توابع بخش چمستان شهرستان نور در استان مازندران ایران  یک روستای توریستی با آب و هوای عالی،مردم خونگرم،و جزع منطقه یک بخش چمستان می‌باشد. 

## جمعیت
این روستا در دهستان میان‌رود (نور) قرار دارد و براساس سرشماری مرکز آمار ایران در سال ۱۳۸۵، جمعیت آن ۲۲۵ نفر (۵۲خانوار) بوده‌است.